# Robert Maldague
Robert Georges Joseph Émile ridder Maldague (Jumet, 22 december 1930) is een Belgisch econoom, ambtenaar en emeritus hoogleraar.

## Levensloop
Robert Maldague behaalde de diploma's van doctor in de rechten en licentiaat in de economische wetenschappen. Hij werd hoogleraar aan de UCLouvain FUCaM Mons. Verder was hij voorzitter van de Commissie voor de inventaris van het vermogen van de Staat, lid van de Hoge Raad van Financiën, kabinetschef van drie eerste ministers en bestuurder van de Koning Boudewijnstichting. Hij was van 1969 tot 1991 ook commissaris van het Planbureau. Onder Maldague veranderde deze instelling van het opstellen van dwingende plannen naar het maken van vrijblijvende simulaties. Henri Bogaert volgde hem op als commissaris van het Planbureau.
Hij is commandeur in de Kroonorde, officier in de Leopoldsorde en officier in de Orde van Leopold II. In 1997 werd hij in de erfelijke adel opgenomen met de persoonlijke titel ridder.